# Put Yourself in My Place (chanson de Kylie Minogue)
Singles de Kylie Minogue
Confide in Me
(1994) Where Is the Feeling?
(1995)
Clip vidéo
[vidéo] « Put Yourself in My Place », sur YouTube
Put Yourself in My Place est une chanson de l'actrice et chanteuse australienne Kylie Minogue extraite de son cinquième album studio, sorti en 1994 (au Royaume-Uni le 19 septembre 1994) et intitulé simplement Kylie Minogue.
Au Royaume-Uni, la chanson a été publiée en single le 14 novembre 1994, exactement huit semaines après la sortie de l'album. C'était le deuxième single tiré de cet album.
Le single débute à la 17e place du hit-parade britannique et atteint la 11e place la semaine suivante (du 27 novembre au 3 décembre 1994).